# Corps de Volontaires pour la Corée
Le Corps de Volontaires pour la Corée (anglais : Belgian United Nations Command) est le nom donné au corps expéditionnaire belgo-luxembourgeois envoyé en Corée du Sud pour combattre la Corée du Nord par le gouvernement de Joseph Pholien. Le bataillon sert en Corée entre 1951 et août 1955.
Durant cette période, 3 171 Belges et 78 Luxembourgeois ont été engagés sur le théâtre des combats en Corée.

## Contexte
Le 25 juin 1950, l'armée de la Corée du Nord, communiste, envahit le territoire de la Corée du Sud.
Le 27 juin 1950, au Conseil de sécurité des Nations unies, les États-Unis, profitant de l'absence de l'Union soviétique (politique dite du « siège vide », pour dénoncer le refus américain d'admettre la Chine communiste au Conseil), font adopter la résolution 83 qui condamne l'agression nord-coréenne sur la Corée du sud. Le 7 juillet, la résolution 84 leur confie le commandement d'une force onusienne. Seize pays acceptent de venir en aide à la Corée du Sud. Parmi ceux-ci, les plus importantes contributions sont celles du Royaume-Uni et des diverses forces du Commonwealth dont celles du Canada, de l'Australie et de la Nouvelle-Zélande. Parmi les autres participants à la force des Nations unies, les Philippines, la Turquie, la France, la Belgique, la Grèce, la Thaïlande et la Colombie envoient plusieurs milliers de soldats. Les autres pays participants se limitent à fournir équipes médicales.
Quand la guerre de Corée débute en 1950, la Belgique sort d'une période trouble. Elle a subi l'occupation allemande entre 1940 et 1944 durant la Seconde Guerre mondiale et la reconstruction du pays est en cours. Au point de vue politique, la Question royale occupe le devant de la scène.
Quand les Nations unies lancent un appel à fournir une aide militaire à la Corée du Sud, la fonction de premier ministre est occupée part Joseph Pholien (PSC). Celui-ci est certes, en pleine Guerre froide, un anticommuniste convaincu, mais il souhaite aussi gagner le soutien des États-Unis, pour pouvoir faire bénéficier son pays de l'aide à la reconstruction du plan Marshall. Conjointement au gouvernement du Luxembourg, il décide, au nom du gouvernement belge, de répondre à l'appel de l'ONU et d'envoyer un contingent de soutien à la Corée du Sud.

## Formation
Plus de 2 000 Belges se portent volontaires pour servir dans le corps. Parmi eux, seuls 700 sont sélectionnés pour la formation à Bourg-Léopold. Ceci permet la création d'un bataillon divisé en 3 compagnies de fusiliers (A et B francophones, C néerlandophone) et une compagnie d'armes lourdes (A.L.). Après l’entraînement, les volontaires reçoivent un béret brun. Les soldats luxembourgeois sont formés aux côtés des Belges et constituent le 1er peloton de la compagnie A du bataillon.
Le corps belgo-luxembourgeois embarque à Anvers le 18 décembre 1950 sur le Kamina et arrive à Pusan le 31 janvier 1951. À l'arrivée en Corée, des troupes sud-coréennes sont adjointes au contingent belge pour satisfaire aux exigences numéraires, de la même manière que les Américains le font avec le programme KATUSA ou le KATCOM (en) britannique. L'unité est subordonnée à la 3e division d'infanterie des États-Unis.

## Sur le front
En avril 1951, les Belges combattent dans une des batailles clefs de la guerre de Corée, la bataille de la rivière Imjin. En août, le bataillon est relevé par un bataillon fraîchement arrivé de Belgique, qui reste sur le terrain jusqu'en 1955.
Lors de la bataille de la rivière Imjin en 1951, le contingent belge tient une position clef aux côtés du Gloucestershire Regiment britannique. Pour ses actions sur la rivière, les Belges reçoivent une U.S. Presidential Unit Citation. Durant la bataille, le lieutenant-colonel Crahay, commandant l'unité, est blessé par une grenade au phosphore chinoise et doit être évacué vers un hôpital au Japon.
Le contingent continue à participer aux opérations. Il obtient plusieurs citations à Haktang-Ni en octobre 1951, quand il prend position sur une colline isolée et repousse d'incessantes attaques chinoises, tuant plus d'une centaine de soldats chinois, en ne perdant qu'une poignée d'hommes.
Le dernier combat d'importance mené par le contingent belge est la bataille de Chatkol en avril 1953. Les forces belges tiennent une position défensive sur le Triangle de fer et subissent plus de 55 assauts nocturnes chinois.
Après le cessez-le-feu, la présence de la totalité de ce contingent ne semble plus être considéré comme indispensable. Il est ramené à 200 hommes le 30 décembre 1954, mais, comme pour les autres contingents de l'ONU, il est jugé nécessaire de conserver une présence en Corée durant les négociations de paix à Panmunjon. Les derniers soldats belges quittent la Corée le 15 juin 1955.

## Commandement

### Commandants belges[9],[10]
| Période de commandement              | Nom du commandant (tous ont le rang de lieutenant-colonel) | Évènement                                                                                           | |
| ------------------------------------ | ---------------------------------------------------------- | --------------------------------------------------------------------------------------------------- | --- |
| 28 septembre 1950 - 21 novembre 1951 | Albert Crahay                                              | premier commandant du contingent; Bataille de la rivière Imjin. Blessé par une grenade au phosphore | Termine sa carrière avec le grade de lieutenant-général. A également commandé l'armée belge d'occupation en Allemagne. |
| 21 novembre 1951 - 23 février 1952   | Norbert Cools                                              | remplacé pour raisons de santé.                                                                     | |
| 23 février 1952 - 13 février 1953    | Georges Vivario                                            | Bataille de Haktang-ni                                                                              | Devint commandant du Joint General Staff et termine sa carrière avec le grade de lieutenant-général.                   |
| 13 février 1953 - 12 juillet 1953    | Robert Gathy                                               | Bataille de Chatkol                                                                                 | |
| 12 juillet 1953 - 19 décembre 1953   | Bodart                                                     | Armistice                                                                                           | |
| 19 décembre 1953 - 27 mai 1954       | Brichant (Major) (temp.)                                   | | |
| 27 février 1954 - 17 août 1955       | Pirlot Raymond                                             | Corps des volontaires dissout                                                                       | |

### Commandants luxembourgeois
| Période de commandement              | Nom de commandant (tous ont un rang de lieutenant) | Évènement important                                                                                     |                                     |
| ------------------------------------ | -------------------------------------------------- | --- | ----------------------------------- |
| 1er octobre 1951 - 30 septembre 1951 | Joseph « Jos » Wagener                             | 1er détachement luxembourgeois, Opérations aux environs de la rivière Han, Bataille de la rivière Imjin | Plus tard, promu lieutenant-colonel |
| 4 février 1952 - 3 février 1953      | Rodolphe « Rudy » Lutty                            | 2e détachement luxembourgeois, Bataille de King Post                                                    |                                     |

## Belgians Can Do Too!
Belgians Can Do Too! était le slogan inscrit sur le pare-brise de la jeep de l’aumônier de l'unité, le père Vander Goten (dit le Padre), durant la bataille du triangle de fer. Voyant l'épuisement des troupes, l'aumônier recopia la devise du 15e régiment d'infanterie US, Can do, aux côtés desquels les Belges combattaient pour tenter de leur remonter le moral,.

## Pertes
101 soldats belges, 2 luxembourgeois et 9 sud-coréens attachés au contingent belge périssent durant la guerre. 478 Belges et 17 Luxembourgeois sont blessés durant les combats et 5 Belges portés disparus. 2 Belges décédent dans les camps de prisonniers de guerre nord-coréens. D'autres moururent en Belgique des suites de leur blessure.

## Citations

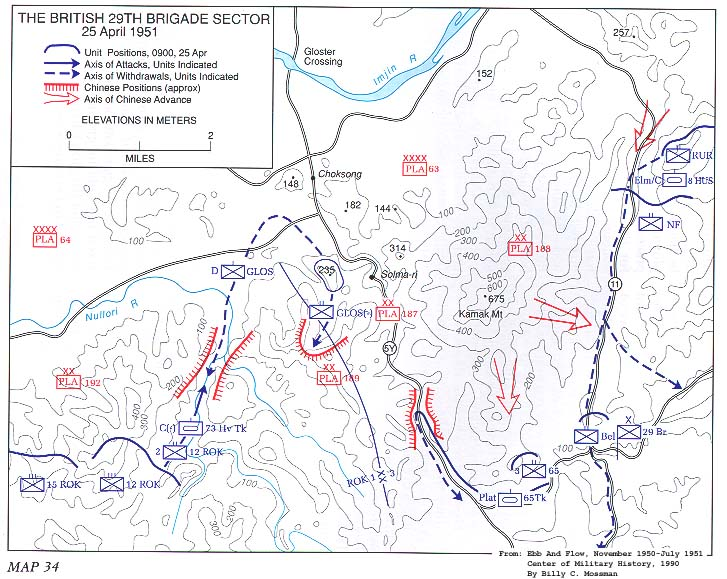
Le secteur de la 29e Brigade britannique durant la bataille de la rivière Imjin le 25 avril 1951. Les positions du bataillon belge sont situées en bas

Le Corps des Volontaires de Corée fut honoré de 2 Presidential Unit Citation sud-coréenne et d'une Presidential Unit Citation américaine.
Le texte de la Presidential Unit Citation américaine à la bataille de la rivière Imjin :

« The Belgian battalion with the Luxembourg detachment of the UN Forces in Korea is mentioned for exceptional execution of its missions and for its remarkable heroism in its actions against the enemy on the Imjin, near Hantangang, Korea during the period from 20 till 26 April 1951. The Belgian battalion with the Luxembourg detachment, one of the smallest units of the UNO in Korea, has inflicted thirty-fold losses on the enemy compared to its own, due to its aggressive and courageous actions against the Communist Chinese. During this period considerable enemy forces, supported by fire by machine guns, mortars and artillery, repeatedly and heavily attacked the positions held by the battalion but, Belgians and Luxembourgers have continuously and bravely repulsed these fanatic attacks by inflicting heavy losses to the enemy forces...The extraordinary courage shown by the members of this units during this period has bestowed extraordinary honor on their country and on themselves
By order of General Van Fleet. »

Le bataillon belge et le détachement luxembourgeois des forces des Nations unies en Corée est cité pour l'accomplissement exceptionnel de ses missions et pour son héroïsme remarquable dans son action contre l'ennemi sur l'Imjin, près de Hantangang, en Corée, pendant la période du 20 au 26 avril 1951. Le bataillon belge et le détachement luxembourgeois, l'une des plus petites unités des Nations unies en Corée a infligé à l'ennemi des pertes trente fois supérieures aux siennes par ses actions agressives et courageuses contre les communistes chinois. Durant cette période, des forces ennemies considérables, appuyées par le feu des mitrailleuses, des mortiers et de l'artillerie, menèrent des assauts furieux et répétés contre les positions tenues par le bataillon, mais les Belges et le détachement luxembourgeois repoussèrent vaillamment et continuellement ces attaques fanatiques en infligeant des pertes considérables aux troupes ennemies… Le courage extraordinaire montré par les membres de l'unité au cours de cette période fait rejaillir un grand honneur sur leur pays et sur eux-mêmes.
Sur ordre du général Van Fleet.

## Mémoire
Le 3e bataillon parachutiste basé à Tielen maintient les traditions (dont l'étendard et l'insigne de béret).

### Musées
- Le Musée national d'histoire militaire situé à Diekirch possède un mémorial sur la participation du Corps en Corée.
- Il y a un petit musée attaché à la garnison du 3e bataillon parachutiste belge à Tielen qui met l'accent sur la participation belge à la guerre de Corée.
- En 2011, le Musée royal de l'armée à Bruxelles, organisa une exposition temporaire nommée Belgians Can Do Too!.

### Monuments
- 2 monuments identiques en l'honneur du bataillon existent, un en Belgique sur l'avenue Jules César à Woluwe-Saint-Pierre et l'autre en Corée du Sud à Dongducheon-si dans la province de Gyeonggi-do.
- Un petit monument à l'extérieur du Freedom Protection Museum, également à Dongducheon-si, en Corée du Sud.
- Un monument de petite taille au Grand Quartier général des puissances alliées en Europe à Mons.

## Membres connus
- Étienne Gailly, médaillé de bronze aux Jeux olympiques de Londres (1948), servit comme capitaine aux côtés de son frère Pierre[13].
- Pierre Francisse, escrimeur olympique et lieutenant en Corée.
- Albert Guérisse, membre important de la résistance durant la Seconde Guerre mondiale. Il créa la Pat Line, ligne d'évasion pour les aviateurs alliés. Après la guerre de Corée, il devint le commandant de la composante médicale de l'armée belge avec le rang de général-major[14].
- Henri Moreau de Melen, ministre de la défense (PSC-CVP) qui démissionna en 1950 et s'engagea comme volontaire avec le rang de major.
- Guy de Greef, capitaine dans le contingent, qui combattit à la bataille de Chatkol en 1953, était le fils du ministre de la défense  Eugène de Greef qui prit la succession de Moreau de Melen de 1950 à 1954[15].

## Divers
Le Sgt. Albert Constant Belhomme, un ressortissant belge ayant émigré aux États-Unis et qui servit dans l'armée américaine en Corée fut capturé par les forces chinoises mais choisit de rester en Chine plutôt que de retourner en Amérique après l'armistice. En 1966, il retourna finalement vivre à Anvers.
Une médaille ronde et bilingue à l'image de la basilique de Koekelberg a été réalisée en 1955 pour le cinquième anniversaire de la création de ce corps.

## Sources
- (en) Cet article est partiellement ou en totalité issu de l’article de Wikipédia en anglais intitulé « Belgian United Nations Command » (voir la liste des auteurs).